# كليفورد بال
كليفورد بال (بالإنجليزية: Clifford Ball)‏ (1896 - 1947)؛ روائي أمريكي.